# Fritz Bergemann
Carl August Fritz Bergemann (geb. 22. März 1885 in Berlin; gest. 26. November 1963 ebenda) war ein deutscher  Germanist.

## Leben
Fritz Bergemann wurde 1913 an der Universität Berlin mit einer Arbeit über Salomon Geßner promoviert. Wichtiger sind seine Werk- und Briefausgaben von Georg Büchner und die Gespräche Goethes mit Johann Peter Eckermann. Die Werk- und Briefausgabe Büchners, die Bergemann 1922 realisierte, wurde bis in die 1970er Jahre nachgedruckt. Die von ihm herausgegebenen Gespräche Goethes mit Eckermann erfahren bis heute Neuauflagen. Zusammen mit Max Hecker gab er auch 1913 Bände der Werkausgabe von Goethe heraus. Weiterhin übersetzte er mittelalterliche Autoren ins Deutsche.

## Ehrungen
Im Jahre 1963 wurde ihm die Johann-Heinrich-Merck-Ehrung zuteil.

## Schriften (Auswahl)
- Salomon Geßner. Eine literarhistorisch-biographische Einleitung, Müller & Rentsch, München 1913 (zugl. Dissertation Berlin 1913).
- Altdeutsche Minne-Mären: Übertr. / Fritz Bergemann [Zum 22. Mai 1924 dargebr. von d. Übers. u. der Firma Breitkopf & Härtel, Leipzig]
- Werke und Briefe / Georg Büchner, hrsg. von Fritz Bergemann, 4. abermals durchgesehene Auflage, 1949 (Online Ressource Leipzig; Frankfurt am Main : Deutsche Nationalbibliothek 2023)
- Büchner, Georg: Sämtliche Werke und Briefe, hrsg. von Fritz Bergemann [auf Grund d. handschriftl. Nachlasses Georg Büchners hrsg. von Fritz Bergemann], 1922.
- Fritz Bergemann (Hrsg.): Johann Peter Eckermann: Gespräche mit Goethe in den letzten Jahren seines Lebens, Insel Verlag, Leipzig 1963.
- Fritz Bergemann (Hrsg.): Bettinas [von Arnims] Leben und Briefwechsel mit Goethe. Auf Grund des von Reinhold Steig bearbeiteten handschriftlichen Nachlasses, Insel-Verlag, Leipzig 1927.
- Wernher der Gärtner.: Meier Helmbrecht [Aus d. Mittelhochdt. übertr. von Fritz Bergemann. Geleitw. u. Anm. von Manfred Lemmer], 3. Aufl., Insel Verlag, Leipzig 1965.